# Dieter Waskow

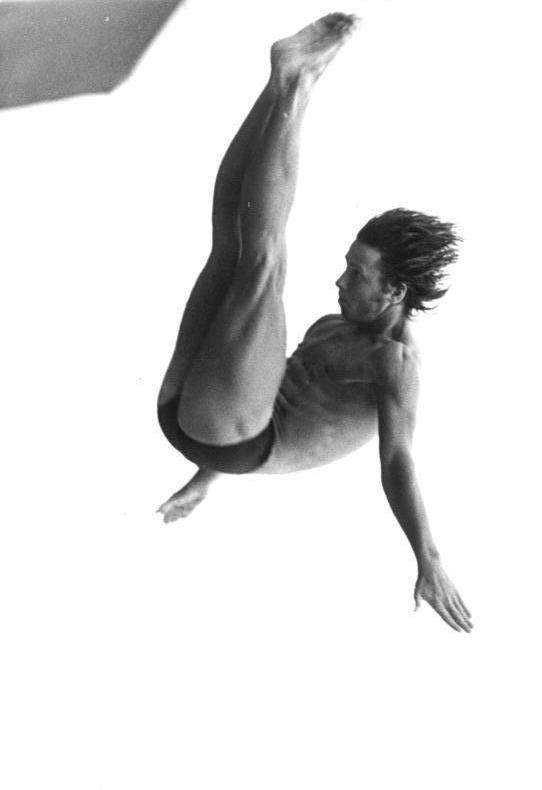
Dieter Waskow (1981)

Dieter Waskow (* 24. Juni 1957 in Rostock) ist ein ehemaliger Wasserspringer, der für die DDR startete. 1981 war er Dritter der Europameisterschaften.

## Karriere
Der 1,68 m große Waskow trat für den SC Empor Rostock an. Er gewann fünf DDR-Meistertitel vom 10-Meter-Turm, 1976 und von 1981 bis 1984. Von 1977 bis 1980 war er zweimal Zweiter und zweimal Dritter, während Falk Hoffmann den Titel ersprang. Vom 3-Meter-Brett siegte Waskow nur 1984.
Bei den Olympischen Spielen 1976 in Montreal fand zunächst der Wettbewerb vom 3-Meter-Brett statt. Nur die besten acht Springer der Qualifikation erreichten das Finale, Waskow belegte in der Qualifikation den 14. Rang. Im Turmspringen erreichte Waskow in der Qualifikation den zehnten Platz, wie vom Brett gelang Falk Hoffmann als einzigem Springer aus der DDR der Finaleinzug. 1978 belegte Waskow bei den Weltmeisterschaften in West-Berlin den 14. Platz vom Turm.
1980 bei den Olympischen Spielen in Moskau belegte Waskow vom 3-Meter-Brett den zehnten Platz in der Qualifikation und war hinter Falk Hoffmann und Frank Taubert nur drittbester Springer aus der DDR. Im Turmspringen erreichten mit Falk Hoffmann, Thomas Knuths und Dieter Waskow alle drei DDR-Springer das Finale. Während Hoffmann die Goldmedaille gewann, erreichte Waskow den fünften Platz vor Knuths. 1981 bei den Europameisterschaften in Split siegte vom Turm Dawit Hambarzumjan vor Wladimir Alejnik, beide Sowjetunion. Dahinter gewann Waskow die Bronzemedaille. Im Jahr darauf belegte Waskow den zehnten Platz vom 3-Meter-Brett bei den Weltmeisterschaften in Guayaquil. Nachdem Waskow 1984 wegen des Olympiaboykotts nicht an den Olympischen Spielen teilnehmen konnte, endete seine Karriere.